# Jean-Baptiste Broebes
Jean-Baptiste Broebes (1660 - après 1720) est un architecte et graveur français, qui fit carrière en Prusse.

## Biographie
Jean-Baptiste Broebes naît vers 1660 à Paris. Il devient élève de l'architecte Jean Marot et du peintre-graveur François Chauveau. Son nom est associé aux travaux de François Blondel intitulés Cours d'architecture enseigné dans l'Académie royale (1675-1683), aux côtés de Gilles Jodelet de La Boissière. 
Après l'édit de Fontainebleau (1685), en tant que huguenot, il décide de quitter la France pour la ville de Brême. Là, il travaille sur les plans de la vieille bourse, qui adopte un style baroque, mais Broebes est vivement critiqué.
En 1692, il entre au service du prince-électeur du Brandebourg et de Alexander zu Dohna-Schlobitten, en tant que capitaine et ingénieur. Il supervise les constructions et fortifications militaires. Il travaille à Baltiisk (Pillau) jusqu'en 1697, principalement sur le site du château de Schlobitten, aux côtés de Johann Caspar Hindersin. 
En 1699, il devient professeur en architecture militaire et en bâtiments publics à l'académie des beaux-arts de Berlin.
En 1720, il est chargé des plans d'élévation du château de la ville de Barby en Saxe-Anhalt, et peu après, on perd sa trace.
Son album de 52 planches, Vuës des palais et maisons de plaisance de S. M. le roi de Prusse dessinées et gravées par J. B. Broebes, est publié de façon posthume en 1733.